# Romainville (acteur)
Pour les articles homonymes, voir Romainville (homonymie).
Charles de La Haze, dit Romainville, est un comédien français né à Paris en 1640.
Il débute en 1660 dans la troupe de Rosidor. Cinq ans plus tard il épouse la comédienne Victoire de La Chappe, avec laquelle il va jouer à Rouen, puis à Orléans dans la troupe de Champmeslé. Après avoir appartenu à la troupe de Mademoiselle, il joue dans celles de Floridor et de Châteauneuf et entre, en 1679, dans celle du duc de Hanovre qui joue à Bruxelles.
Le 14 février 1683, il épouse à La Haye, en secondes noces, la comédienne Élisabeth Des Urlis, sœur de Jean Des Urlis, avec laquelle il fait partie de la troupe du prince d'Orange durant près de dix ans.
On le rencontre encore à Dresde en 1704, comédie du roi de Pologne, puis à Maastricht en 1713 et à Prague en 1718. On perd ensuite sa trace.

## Note
1. ↑  Et non de La Haye, comme tous les historiens du théâtre l'ont répété. Sur les actes et documents, il signe bien de La Haze.